# Банбег
Банбег (англ. Bunbeg; ірл. An Bun Beag-Doirí Beaga) — (переписне) селище в Ірландії, знаходиться в графстві Донегол (провінція Ольстер).

## Демографія
Населення — 1 359 людей (за даними перепису 2006 року). В 2002 році населення складало 1 388 чоловік.
Дані перепису 2006 року:
| Загальні демографічні показники' |               |                           |                           |      |      |
| Усе населення                    | Усе населення | Зміни населення 2002–2006 | Зміни населення 2002–2006 | 2006 | 2006 |
| 2002                             | 2006          | люд.                      | %                         | чол. | жін. |
| 1 388                            | 1 359         | −29                       | −2,1                      | 662  | 697  |

У наведених нижче таблицях сума всіх відповідей (стовпець «сума»), як правило, менше загального населення населеного пункту (стовпець «2006»).
| Релігія (Тема 2 — 5 : Кількість людей за релігіями, 2006) |             |              |             |            |       |       |
| Католики, чел.                                            | Католики, % | Інша релігія | Без релігії | не вказано | сума  | 2006  |
| 1 283                                                     | 94,4        | 33           | 36          | 7          | 1 359 | 1 359 |

| Етно-расовий склад (Етнічність. Тема 2 — 3 : Постійне населення за етнічним чи культурним походженням, 2006) |            |           |                          |        |      |            |       |       |
| Білі ірландці                                                                                                | Лухт-шулта | Інші білі | Негри або чорні ірландці | Азіати | Інші | не вказано | сума  | 2006  |
| 1 233 | 0          | 78        | 0                        | 1      | 11   | 10         | 1 333 | 1 359 |
| Частка від всіх відповівших на запитання, %                                                                  |            |           |                          |        |      |            |       |       |
| 92,5 | 0,0        | 5,9       | 0,0                      | 0,1    | 0,8  | 0,8        | 100   | 98,11 |

1 — частка відповівших на питання про мову від усього населення.
| Володіння ірландською мово (Тема 3 — 1 : Кількість людей від 3-х років і старше за здатністю говорити ірландською мовою, 2006) |      |            |       |       |
| Чи володієте Ви ірландською мовою?                                                                                             |      |            |       |       |
| Так | Ні   | не вказано | сума  | 2006  |
| 1 152 | 147  | 2          | 1 301 | 1 359 |
| Частка від всіх відповівших на запитання про мову, %                                                                           |      |            |       |       |
| 88,5 | 11,3 | 0,2        | 100   | 95,71 |

1 — частка відповівших на питання про мову від усього населення.
| Використання ірландської мови (Тема 3 — 2 : Irish speakers aged 3 or over by frequency of speaking Irish, 2006) |                                                  |                                          |                                          |                                          |                                          |                                          |       |                                           |       |
| Як часто і де Ви розмовляєте ірландською?                                                                       |                                                  |                                          |                                          |                                          |                                          |                                          |       |                                           |       |
| щоденно, тільки в освітніх закладах                                                                             | щоденно, як в освітніх закладах, так і поза ними | в інших місцях (поза освітньою системою) | в інших місцях (поза освітньою системою) | в інших місцях (поза освітньою системою) | в інших місцях (поза освітньою системою) | в інших місцях (поза освітньою системою) | сума  | усього, відповідавших на питання про мову | 2006  |
| щоденно, тільки в освітніх закладах                                                                             | щоденно, як в освітніх закладах, так і поза ними | щоденно                                  | кожен тиждень                            | рідше                                    | ніколи                                   | не вказано                               | сума  | усього, відповідавших на питання про мову | 2006  |
| 247 | 147                                              | 619                                      | 53                                       | 57                                       | 5                                        | 24                                       | 1 152 | 1 301                                     | 1 359 |
| Частка від всіх відповівших на запитання про мову, %                                                            |                                                  |                                          |                                          |                                          |                                          |                                          |       |                                           |       |
| 19,0 | 11,3                                             | 47,6                                     | 4,1                                      | 4,4                                      | 0,4                                      | 1,8                                      | 88,5  | 100                                       |       |

| Типи приватних помешкань (Тема 6 — 1(a): Кількість приватних домоволодінь за типом розміщення, 2006) |          |         |                  |            |      |       |
| Окремий будинок                                                                                      | Квартира | Кімната | Мобільні будинки | не вказано | сума | 2006  |
| 463                                                                                                  | 37       | 1       | 0                | 14         | 515  | 1 359 |